# Tambay
Tambay é um bairro da cidade de Bayeux, estado da Paraíba. Segundo o IBGE, no ano de 2010 residiam no bairro 2.954 pessoas, sendo 1.374 homens e 1.580 mulheres. O acesso ao bairro é feito pela BR-230.
Etimologicamente, segundo o pesquisador Leon Clerot, Tambay vem do tupi tambá (marisco) e y (água, rio), o que portanto forma «rio dos mariscos».